# Serranía del Naquén
La serranía del Naquén es una cadena montañosa en Colombia. Se encuentra ubicada en el departamento del Guainía, en la parte oriental del país, a 700 km al este de Bogotá, la capital nacional.
La serranía del Naquén tiene una longitud de 84 km en dirección norte-sur. El punto más alto se encuentra a 538 metros sobre el nivel del mar.
Las siguientes montañas forman parte de la serranía del Naquén:
- Cerro Caparro
- Cerro Monachí

El clima es tropical subtropical. La temperatura promedio es de 22 °C. El mes más cálido es enero, con 24 °C, y el más frío junio, con 20 °C. La precipitación media es de 4.193 milímetros al año. El mes más húmedo es mayo, con 527 milímetros de lluvia, y enero, el más húmedo, con 212 milímetros.